# 松波正信
松波 正信（まつなみ まさのぶ、1974年11月21日 - ）は、岐阜県岐阜市出身の元プロサッカー選手、サッカー指導者。現役時代のポジションはフォワード（FW）。

## 来歴

### 選手時代
帝京高等学校では、2学年上は森下仁志、1学年上には清野乙彦と清野公彦兄弟、同学年には阿部敏之、丸山良明、小峯隆幸、時岡宏昌、2学年下には熱田眞がいた。松波和幸は実弟。
2年生次に出場した第70回全国高校サッカー選手権では7得点を挙げ大会得点王に輝き、同校を優勝に導いた大型ストライカーとして注目を集めた。3年時に一旦は大学進学を決めていたが、現地観戦した第1回ナビスコカップで盛り上がりを目のあたりをしてプロ入りを決断する。開幕したばかりのJリーグの4クラブ（名古屋グランパスエイト、鹿島アントラーズ、ジェフユナイテッド市原）からオファーがあり、ガンバ大阪に加入。クラブ史上初めて入団会見が開かれた選手となった。
1993年5月22日のサントリーシリーズ第3節ジェフユナイテッド市原戦で70分から途中出場し、Jリーグ公式戦に初出場。6月9日、サントリーシリーズ第11節サンフレッチェ広島戦で初先発、初得点を記録。このゴールはJリーグ通算100ゴールとなった。以後、ルーキーながらコンスタントに出場機会を掴み、リーグ戦29試合出場で7得点をマーク。19歳の誕生日前日の11月20日、市原臨海競技場で行われたNICOSシリーズ第14節ジェフユナイテッド市原戦でキックオフから延長までフルタイム出場しハットトリックを達成、3点目は延長前半のサドンデス（Vゴール）であった。18歳と364日でのハットトリック達成は、現在もJ1リーグの最年少記録である（J2では2012年10月21日に東京ヴェルディの中島翔哉が18歳59日でハットトリックを達成している）。
1994年Jリーグサントリーシリーズ第17節の平塚競技場で同年からJリーグ正会員となったベルマーレ平塚戦で延長含めフルタイム出場し後半同点ゴールでJリーグ マン・オブ・ザ・マッチ選出、ファルカン監督時代の同年には、A代表にも選出されたが、怪我の為に辞退。結局以後の招集は無く、国際Aマッチへの出場はなかった。
1996年のアトランタオリンピックではバックアップメンバーとして選出される。1997年にはパトリック・エムボマと2トップを組み、多くのチャンスを演出し、自身も初のリーグ戦2桁ゴールを挙げた。
以後、成績面では期待通りの活躍とまでいかなかったものの、年を追うごとに主に試合終盤に投入されるスーパーサブとしてチーム内で強烈な存在感を見せ、“ミスターガンバ” としてサポーターから親しまれた。
ジェフユナイテッド千葉とのナビスコカップ決勝を翌日に控えた2005年11月4日、同シーズン限りでの現役引退を表明。12月4日のJ1最終節川崎フロンターレ戦では、後半29分から途中出場し、クラブ初タイトルとなるリーグ優勝の瞬間をピッチ上で迎えた。

### 指導者時代
引退後の2006年からガンバ大阪ユースチームのコーチに就任し、2008年はS級ライセンス取得講習に専念する島田貴裕に替わってユースチームの監督に昇格し、第16回JユースカップではG大阪ユースを6年ぶりの優勝に導いた。2009年はS級ライセンスを取得した島田がユース監督に復帰し、自身はコーチ職に戻った。この年、自身もS級ライセンスを取得。
2010年、G大阪トップチームのコーチに就任し、2年間西野朗の下でトップチームを指導した。
2012年3月26日、成績不振により解任されたジョゼ・カルロス・セホーンの後任として、クラブOBとしては初、クラブだけではなく日本人最年少 でG大阪監督に就任。しかし、監督がセホーンだった時からの悪い流れを断ち切れず、中盤以降は持ち直したものの最終節の磐田戦に敗れクラブ初のJ2降格となってしまった。その後天皇杯は好成績を残し決勝に進出するも、柏に敗れて準優勝と期待された結果が出ず、今後の変化の期待も薄かった事から シーズン終了後に解任が決まり、新設された初代ガンバサダーに就任。
2014年、ガイナーレ鳥取の監督に就任。2015年シーズン終了後、監督を退任。
2016年、セレッソ大阪U-18のコーチに就任
2018年よりガンバ大阪のアカデミーダイレクターに就任。同年1月6日、ガンバ大阪選手OB会が正式に発足し、初代会長に就任。同年8月、辞任した梶居勝志の後任として、アカデミーダイレクターとの兼任で強化アカデミー部長に就任した。
2021年5月14日、G大阪トップチーム監督・宮本恒靖の解任に伴い、後任が決まるまでの当面の間監督を兼務することになった。同年6月1日、トップチーム監督に専念し体制が継続されることが正式に発表された。2021年11月6日の大分トリニータ戦でチームは3-2で逆転勝利をおさめ、J1残留を決めた。シーズン終了後には監督を退任し、2022シーズンよりアカデミーダイレクターに就任することが発表された。
2024年、V・ファーレン長崎アカデミーダイレクターに就任。

## 人物・エピソード
- プロ入りまで関西に縁がなかった松波がガンバ大阪を選んだ理由は、帝京高校の先輩で当時G大阪に在籍していた礒貝洋光を慕ってのことである。また当時の監督で元日本代表のストライカーだった釜本邦茂から「お前を日本一のFWに育ててやる」と口説かれた事と当時のJリーグを代表するFW永島昭浩がガンバに居た事も入団の決め手となった。
- 1997-1998年モデルのユニフォーム（スタンドカラーが特徴）になって以降、エリック・カントナよろしくユニフォームの襟を立てて着るのがトレードマークとなっていた[28]。ユニフォームの襟がなくなった2003年以降は特製の襟付きアンダーシャツを着用し、審判団に睨まれつつもそのスタイルを守り通した。
- かつて自身のホームページ上に「俳句道場」というコーナーを持っており、ファンからの秀逸な俳句、川柳を掲載していた。最終回では、全投稿分をコメントつきで掲載した。

## 所属クラブ
- 岐阜市立加納西小学校
- 1987年 - 1989年 岐阜市立境川中学校
- 1990年 - 1992年 帝京高等学校
- 1993年 - 2005年 ガンバ大阪

## 個人成績
| 国内大会個人成績 | 国内大会個人成績 | 国内大会個人成績 | 国内大会個人成績 | 国内大会個人成績 | 国内大会個人成績 | 国内大会個人成績 | 国内大会個人成績 | 国内大会個人成績 | 国内大会個人成績 | 国内大会個人成績 | 国内大会個人成績 |
| 年度             | クラブ           | 背番号           | リーグ           | リーグ戦         | リーグ戦         | リーグ杯         | リーグ杯         | オープン杯       | オープン杯       | 期間通算         | 期間通算         |
| 年度             | クラブ           | 背番号           | リーグ           | 出場             | 得点             | 出場             | 得点             | 出場             | 得点             | 出場             | 得点             |
| 日本             | 日本             | 日本             | 日本             | リーグ戦         | リーグ戦         | リーグ杯         | リーグ杯         | 天皇杯           | 天皇杯           | 期間通算         | 期間通算         |
| ---------------- | ---------------- | ---------------- | ---------------- | ---------------- | ---------------- | ---------------- | ---------------- | ---------------- | ---------------- | ---------------- | ---------------- |
| 1993             | G大阪            | -                | J                | 29               | 7                | 4                | 1                | 1                | 2                | 34               | 10               |
| 1994             | G大阪            | -                | J                | 21               | 4                | 0                | 0                | 4                | 0                | 25               | 4                |
| 1995             | G大阪            | -                | J                | 15               | 0                | -                | -                | 4                | 0                | 19               | 0                |
| 1996             | G大阪            | -                | J                | 20               | 5                | 12               | 3                | 4                | 2                | 36               | 10               |
| 1997             | G大阪            | 11               | J                | 32               | 13               | 6                | 1                | 3                | 0                | 41               | 14               |
| 1998             | G大阪            | 11               | J                | 25               | 1                | 2                | 0                | 0                | 0                | 27               | 1                |
| 1999             | G大阪            | 24               | J1               | 23               | 5                | 4                | 0                | 0                | 0                | 27               | 5                |
| 2000             | G大阪            | 24               | J1               | 29               | 4                | 4                | 2                | 4                | 0                | 37               | 6                |
| 2001             | G大阪            | 24               | J1               | 26               | 1                | 4                | 4                | 3                | 1                | 33               | 6                |
| 2002             | G大阪            | 11               | J1               | 23               | 5                | 6                | 0                | 1                | 0                | 30               | 5                |
| 2003             | G大阪            | 11               | J1               | 17               | 0                | 4                | 1                | 2                | 1                | 23               | 2                |
| 2004             | G大阪            | 11               | J1               | 9                | 0                | 2                | 0                | 1                | 1                | 12               | 1                |
| 2005             | G大阪            | 11               | J1               | 11               | 0                | 5                | 2                | 2                | 1                | 18               | 3                |
| 通算             | 日本             | 日本             | J1               | 280              | 45               | 53               | 14               | 25               | 8                | 358              | 67               |
| 総通算           | 総通算           | 総通算           | 総通算           | 280              | 45               | 53               | 14               | 25               | 8                | 358              | 67               |

- Jリーグ初出場 - 1993年5月22日 J1.1st 第3節 vsジェフユナイテッド千葉（万博記念競技場）
- Jリーグ初得点 - 1993年6月9日 J1.1st第8節 vsサンフレッチェ広島（万博記念競技場）

## 代表歴
- U-14日本代表
- U-15日本代表
- U-18日本代表
- U-21日本代表
- U-22日本代表
- U-23日本代表
  - アトランタオリンピック 予備登録メンバー(1996年)
- 日本代表（1994年）招集歴はあるが試合の出場はない

## 指導歴
- 2006年 - 2013年 ガンバ大阪
  - 2006年 - 2007年 ユース：コーチ
  - 2008年 ユース：監督
  - 2009年 ユース：コーチ
  - 2010年 - 2012年 トップチーム：コーチ
  - 2012年 トップチーム：監督
  - 2013年 アンバサダー（ガンバサダー）
- 2014年 - 2015年 ガイナーレ鳥取：監督
- 2016年 - 2017年 セレッソ大阪U-18：コーチ
- 2018年 - ガンバ大阪
  - 2018年 - アカデミーダイレクター
  - 2018年8月 -  2021年6月　強化アカデミー部長
  - 2021年5月 - 12月 トップチーム：監督（2021年6月までは強化アカデミー部長との兼任）
  - 2022年 - 2023年 アカデミーダイレクター
- 2024年 - V・ファーレン長崎：アカデミーダイレクター

## 監督成績
| 年度   | クラブ | 所属   | リーグ戦 | リーグ戦 | リーグ戦 | リーグ戦 | リーグ戦 | リーグ戦 | カップ戦      | カップ戦 | カップ戦       | 備考           |
| 年度   | クラブ | 所属   | 順位     | 勝点     | 試合     | 勝       | 分       | 敗       | Jリーグカップ | 天皇杯   | ACL            | 備考           |
| ------ | ------ | ------ | -------- | -------- | -------- | -------- | -------- | -------- | ------------- | -------- | -------------- | -------------- |
| 2012   | G大阪  | J1     | 17位     | 38       | 31       | 9        | 11       | 11       | ベスト8       | 準優勝   | グループリーグ | 第4節より指揮  |
| 2014   | 鳥取   | J3     | 4位      | 53       | 33       | 14       | 11       | 8        | -             | 2回戦    | -              |                |
| 2015   | 鳥取   | J3     | 6位      | 50       | 36       | 14       | 8        | 14       | -             | 2回戦    | -              |                |
| 2021   | G大阪  | J1     | 13位     | 44       | 28       | 11       | 4        | 13       | ベスト8       | ベスト8  | グループリーグ | 第14節より指揮 |
| 総通算 | 総通算 | 総通算 | -        | -        | 128      | 48       | 34       | 46       | -             | -        | -              | -              |

## タイトル

### 選手時代
ガンバ大阪
- Jリーグ ディビジョン1：1回 (2005年)

### 指導者時代
ガンバ大阪ユース
- Jユースカップ：1回 (2008年)

ガイナーレ鳥取
- 鳥取県サッカー選手権決勝大会：2回（2014年、2015年）

## 脚註
1. ↑  「ボールを大事に 心美しく勝つ　帝京長岡スタイル
」、著者: 谷口哲朗（帝京長岡高校サッカー部総監督）
2. ↑  「永島 昭浩 × 松波 正信 ストライカーが語るガンバ大阪の20年」 『ガンバ大阪20年史』 ベースボール・マガジン社、2011年、24-27頁。
3. ↑  「Jリーグ・エクスプレス」 『サッカーマガジン』 ベースボール・マガジン社、1993年4月4日号 No.412、118頁。
4. 1 2  高村美砂 (2005年11月30日). “【今、大阪のJがアツい】“ミスターガンバ”松波正信の13年。”. J’s GOAL 2018年10月17日閲覧。
5. ↑  “J. League Data Site”.   Jリーグ. 2018年10月17日閲覧。
6. ↑  “東京Ｖ高３中島がＪ最年少ハット／Ｊ２”. nikkansports.com. (2012年10月22日) 2018年10月17日閲覧。
7. ↑  “Jリーグ最年長ハットトリック達成者はあの人！　なんと40歳で偉業を達成!!”. フットボールチャンネル. (2013年10月4日) 2018年10月17日閲覧。
8. ↑  G大阪、セホーン監督の解任を発表…後任に“ミスターガンバ”松波氏 - ウェイバックマシン（2012年3月27日アーカイブ分） SOCCER KING、2012年3月26日
9. ↑  “FW松波正信選手　今季限りでの現役引退表明”. ガンバ大阪. (2005年11月4日) 2018年10月17日閲覧。
10. ↑  高村美砂. “【ヤマザキナビスコカップ：決勝 千葉 vs Ｇ大阪 G大阪プレビュー】『みんなを信じ、自分を信じて』G大阪イレブンが国立に立つ！”. J’s GOAL (2005-11-04) 2018年10月17日閲覧。
11. ↑  Ｇ大阪松波、最高の花道／Ｊ１ - ウェイバックマシン（2007年4月25日アーカイブ分） なにわWEB 大阪日刊スポーツ新聞社 (2005年12月4日)
12. ↑  厳密には日本人最年少はアルビレックス新潟時代にあたる2012年の最終節（アルビレックス新潟対コンサドーレ札幌）で指揮を執った栗原克志（35歳4カ月2日）であるが、栗原は当時監督だった柳下正明のコーチを務め、柳下が退席処分となっていた関係で代行監督として指揮を執った為、3月31日に行われた敵地でのアルビレックス新潟戦で正式な監督として指揮を執った。37歳4カ月10日と日本人最年少である。
13. ↑  “ガンバ大阪　コーチングスタッフの解任ならびに新コーチングスタッフ体制の発表　ならびに強化本部長の辞任について”. ガンバ大阪オフィシャルサイト. (2012年3月26日).  オリジナルの2013年6月27日時点におけるアーカイブ。 2012年3月26日閲覧。
14. ↑  『輪になれナニワ:ガンバ大阪の光輝と蹉跌』小学館、2013年、18頁。
15. ↑  “ガンバ大阪　松波正信監督の退任について”. ガンバ大阪オフィシャルサイト. (2013年1月1日).  オリジナルの2013年1月7日時点におけるアーカイブ。 2013年1月1日閲覧。
16. ↑  “松波 正信氏 監督就任のお知らせ”. ガイナーレ鳥取オフィシャルサイト. (2013年12月26日) 2013年12月26日閲覧。
17. ↑  “松波 正信監督 来季の契約について”. ガイナーレ鳥取オフィシャルサイト. (2015年11月22日) 2015年12月6日閲覧。
18. ↑  “松波 正信氏　セレッソ大阪U-18コーチ就任のお知らせ”. セレッソ大阪オフィシャルサイト. (2016年3月14日) 2016年3月14日閲覧。
19. ↑  松波正信氏 ガンバ大阪アカデミースタッフ就任のお知らせ ガンバ大阪 2017年12月28日
20. ↑  川原崇 (2018年1月25日). “「この仕事にやりがいを感じている」古巣に舞い戻ったミスターガンバの波乱万丈”. サッカーダイジェストWeb 2018年10月17日閲覧。
21. ↑  ガンバ大阪の選手OB会が発足…会長の松波正信氏「恩返ししていければ」 soccer-king
22. ↑  『強化体制変更のお知らせ』（プレスリリース）ガンバ大阪、2018年8月8日。2018年10月17日閲覧。
23. ↑  飯間 健 (2018年8月9日). “松波新GM誕生！ ふたりの“ミスター”が舵を取る新生ガンバ、その期待と不安”. サッカーダイジェストWeb 2018年10月17日閲覧。
24. ↑  『トップチーム監督交代のお知らせ』（プレスリリース）ガンバ大阪、2021年5月14日。2021年5月14日閲覧。
25. ↑  “松波 正信監督体制 継続決定のお知らせ”.   ガンバ大阪オフィシャルサイト. 2021年6月1日閲覧。
26. ↑  “松波 正信監督 退任およびアカデミーダイレクター就任のお知らせ”.   ガンバ大阪オフィシャルサイト (2021年12月23日). 2021年12月30日閲覧。
27. ↑  『松波 正信氏 アカデミーダイレクター就任のお知らせ』（プレスリリース）V・ファーレン長崎、2023年12月25日。2023年12月27日閲覧。
28. ↑  5連敗セホーン監督解任! J最年少・松波監督で立て直し…G大阪 - ウェイバックマシン（2012年9月20日アーカイブ分） スポーツ報知、2012年3月27日